# سینی دوار

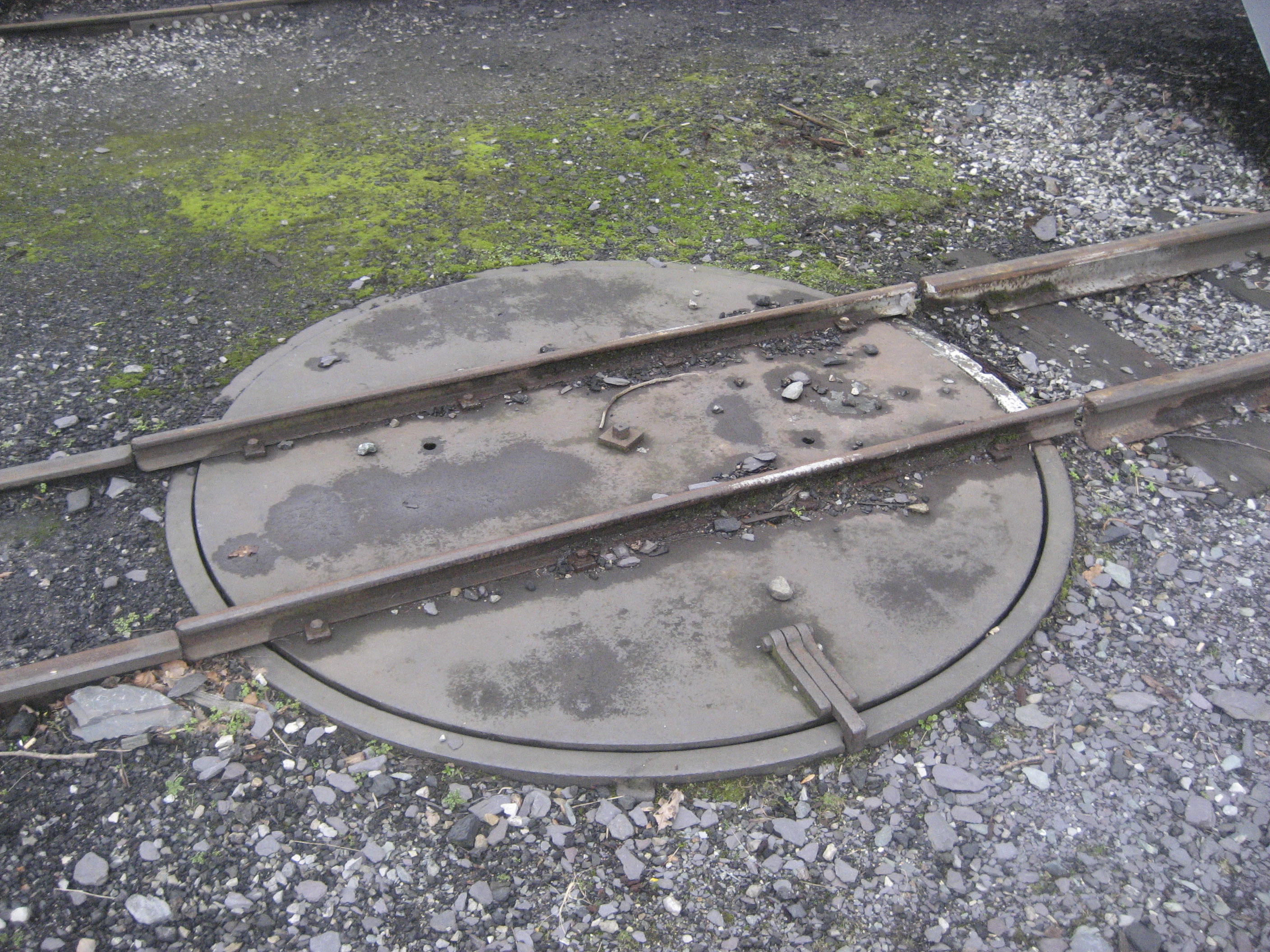
سینی دوار واگن قطار.

به صفحه‌ای فلزی که برای تغییر سمت و سوی لوکوموتیو یا انتقال آن به خطوط گوناگون ریلی بکار می‌رود سینی دَوّار می‌گویند.